# Research & Branding Group
Research & Branding Group — українська неурядова компанія маркетингових і соціологічних досліджень. Співпрацювала з Партією регіонів протягом кількох виборів..

## Діяльність
Research & Branding Group зробила ряд істотних соціологічних опитувань громадської думки з питань державної політики, громадської думки та політики в Україні. Її доповіді широко публікуються в межах і за межами України і є основою розвитку політичної стратегії та державної політики.
23 серпня 2011 року засновник Research & Branding Group Євген Копатько презентував результати соціологічного дослідження в рамках проекту “Події серпня 1991 року і проголошення незалежності України: 20 років потому” 
12 вересня 2011 року Research & Branding Group презентувала результати дослідження «Соціальні та економічні очікування нового політичного сезону в Україні» .

## Ключові персони
- Копатько Євген Едуардович — засновник. Є також керівником Донецького інформаційно-аналітичного центру («ДИАЦ»).[6] Напередодні дострокових парламентських виборів України у 2007 році був одним із підписантів відомого «Звернення представників творчої інтелігенції України до партій урядової коаліції».[7]У 2017 р. набув громадянства Росії[8][9].